# Новый (муниципальный округ Егорьевск)
Но́вый — посёлок в муниципальном округе Егорьевск Московской области России .  

## География
Посёлок Новый расположен в северо-западной части муниципального округа Егорьевск, примерно в 2 километрах к северо-западу от города Егорьевск. По окраине посёлка протекает река Гуслица. Высота над уровнем моря 136 метров.

## История
Посёлок возник в 1960-х годах как центральная усадьба совхоза «Егорьевский»
До 1994 года посёлок входил в состав Ефремовского сельсовета Егорьевского района, а в 1994—2006 годы — Ефремовского сельского округа.
Во время муниципальной реформы поселок вошёл в состав городского поселения Егорьевск, образованного в 2004 году.
В 2015 году вошёл в состав городского округа Егорьевск, образованного в том же году путем упразднения Егорьевского муниципального района и объединения всех его поселений в единый городской округ.

## Демография
По переписи 2002 года — 1950 человек (877 мужчин, 1073 женщины). Население — 2077 человек (2010).
| 2002 | 2006  | 2010  |
| ---- | ----- | ----- |
| 1950 | ↗2048 | ↗2077 |